# Gargazon
Gargazon (wł. Gargazzone) – miejscowość i gmina we Włoszech, w regionie Trydent-Górna Adyga, w prowincji Bolzano.
Liczba mieszkańców gminy wynosiła 1589 (dane z roku 2009). Język niemiecki jest językiem ojczystym dla 78,22%, włoski dla 21,32%, a ladyński dla 0,46% mieszkańców (2001).